# Ан Чонхван
Ан Чонхван (кор. 안정환; род. 28 января 1984) — южнокорейский дзюдоист, призёр чемпионатов Азии и мира.

## Карьера
Выступал в полулёгкой весовой категории (до 66 кг). В 2009 году стал серебряным призёром чемпионата Азии в Тайбэе и бронзовым призёром чемпионата мира в Роттердаме. В 2011 году Чонхван стал вторым на Всемирных играх военнослужащих в Рио-де-Жанейро.